# 3-氨基联苯
3-氨基联苯是一种有机化合物，化学式C6H5C6H4NH2，是三种单氨基联苯同分异构体之一，常温常压下为白色固体，可由3-溴苯胺与苯硼酸通过铃木反应合成。